# Villa Deichstraße 2
Die Villa Deichstraße 2, direkt an der Oste im Ortskern in der niedersächsischen Samtgemeinde Land Hadeln, Gemeinde Oberndorf im Landkreis Cuxhaven, wurde 1905 errichtet. Aktuell (2024) wird sie als Wohnhaus genutzt.
Das Gebäude steht unter Denkmalschutz (siehe auch Liste der Baudenkmale in Oberndorf (Oste)).

## Geschichte und Beschreibung
Oberndorf wurde als Overdorpe 1316 erstmals urkundlich erwähnt. Die Familie von der Höden wurde bereits im frühen 18. Jahrhundert im Ort benannt.
Das eingeschossige traufständige herrschaftliche Gebäude auf hohem Sockel in Backstein, mit schiefergedecktem Walm- und Satteldach auf einem Drempel, mit farbig glasierten Ziegelsteinen verblendet, wurde 1905 für die Gutsbesitzerfamilie von der Höden gebaut. Die historisierenden Fassaden wurden gestaltet durch asymmetrische Baukörper an allen Seiten mit Giebelrisaliten. Vor dem straßenseitigen Mittelrisalit mit Ecklisenen und Freigespärre im Giebel ragt der Wintergarten mit einer Freitreppe hervor. Die unterschiedlichen Fensteröffnungen mit jugendstilgeprägten Oberlichteinteilungen, Laibungsprofilen und Brüstungsbalustraden mit figürlichen und floralen Stuckaturen bekrönt. Zum Vordereingang führt eine schmale Freitreppe am Risalit der Nordseite. Oberhalb des Sturzes der zweiflügeligen Eingangstür eine Stuckatur aus einer der römischen Göttin Flora angelehnten Frauenkopfdarstellung und profiliertem Giebeldreieck. Die Hauptfassade aufwändig gestaltet mit zahlreichen, stellenweise farbig gefassten Putzornamenten an Gesimsen, Traufen sowie Ortgängen, durch quader- oder blumenverzierte Ecklisenen und großes, abgesetztes Putzfeld. Die Innenräume teilweise mit Stuckdecken ausgestattet.
Das giebelständige eingeschossige rückwärtige Nebengebäude in Backstein mit Satteldach, nordseitigem segmentbogigen Einfahrtstor, Ochsenauge und verzierten Traufen und östlichem Ortgang sowie der schmiedeeiserne Zaun auf Zementsockel an der Straße stehen auch unter Denkmalschutz. 
Das Landesdenkmalamt befand u. a.: „An der Erhaltung des Wohnhauses als Bestandteil der Gruppe Deichstraße 2 in Oberndorf besteht wegen der geschichtlichen und städtebaulichen Bedeutung ein öffentliches Interesse.“